# Кольо Гецов
Колю Стефанов Гецов е български художник, пластик, декоратор и стенописец.

## Биография
Колю Гецов е роден и израснал в Стражица. След завършване на училище „Отец Паисий“ продължава образованието си в Художествена гимназия и Художествена академия в София. След успешно издържан конкурс за държавна стипендия учи в Художествена академия Прага в Чехия. Печели конкурс за реклама на Пилзенска бира. След завършване на академията в Прага работи като художник-постановчик на филмите „Гойя“ и „Преброяване на дивите зайци“.

## Творчество
Започва да прави декоративни пластики за обекти из цялата страна, които му донасят известност. До момента е направил над 100 пластики на обществени сгради в София, Варна, Стара Загора, Велико Търново, Добрич, Горна Оряховица, Ловеч, Ямбол, Кюстендил и много други. Особено впечатляваща е пластиката от оловен кристал на централното стълбище на обект „Бузлуджа“ с най-големите кристали, направени в Европа, изпълнени в Железни брод, Чехия. Гордост за него са и пластичните композиции от каменна мозайка и лят бронз на главния вход на НДК и информационния център София.
Едно от много-популярните му произведения е в Дом на киното София – стенопис „Изкуството през вековете“, създадено през 1976 година съвместно с Михалис Гарудис.
Съвместно със съпругата си Катя Гецова прави витражи 12 на 2 метра на две метростанции в град Нагоя, Япония.
В Стражица създал две композиции от кована мед за фасадата на Художествената галерия, вътрешния двор, мраморна мозайка, два релефа в лятното кино, композиция и голямо фрезко в заседателната зала на общината, композиция на естрадата на площада.
В Димитровград съвместно с Михалис Гарудис – Декоративна мозайка „Единство на науката и техниката“, на бул. Раковски, създаден 1975 г.
Голямото му творчество в страната и чужбина, с което прославя не само България, но и Стражица и приноса му за културния облик на града дава основание да бъде удостоен със званието „Почетен гражданин на град Стражица“.